# بكسورث (كامبريدجشير)
بکسورث (كامبريدجشير) (بالإنجليزية: Boxworth)‏ هي قرية وأبرشية مدنية تقع في المملكة المتحدة في إنجلترا. يقدر عدد سكانها بـ 218 نسمة .